# Флотский мазут
Флотский мазут — тяжёлое остаточное топливо, используемое в судовых энергетических установках.

## Свойства
В отличие от топочного мазута имеет более низкую вязкость, температуру застывания, зольность и калорийность. Флотские мазуты получают смешением остаточных нефтепродуктов (мазут, гудрон, тяжёлые газойли вторичных процессов) и дизельных фракций как прямогонных, так и вторичного происхождения.
Флотские мазуты могут сжигаться в судовых котельных, использоваться как моторное топливо для мало-среднеоборотных дизелей и топливо для газотурбинных установок.
Согласно ГОСТу, выпускаются марки флотского мазута Ф5 и Ф12, где числа 5 и 12 — это условная вязкость при 50°С. Однако коммерческого применения данные марки не находят из-за своей высокой цены. Используются в ВМФ РФ. Также, согласно ТУ 0252-014-00044434-2001 выпускаются следующие марки флотского мазута для иностранных судов:
Топлива судовые ИФО-30, ИФО-180, ИФО-380. Они изготовляются из остаточных и среднедистиллятных продуктов переработки нефти. Так, ИФО-30 содержит 30-40 % среднедистиллятных продуктов (примерно соответствует мазуту Ф5), ИФО-180 — 8–15 % среднедистиллятных продуктов (примерно соответствует мазуту М-40), ИФО-380 — 0–5 % среднедистиллятных продуктов. Число соответствует приблизительному значению вязкости в мм²/с при 50°С.
Важными показателями качества судовых топлив, помимо вязкости, являются: плотность (не более 991 кг/м³, чтобы происходило расслоение с водой); содержание серы (не более 0,5 % и не более 0,1 % для районов SECA (SOx Emission Control Areas) — зон контроля за выбросами соединений серы согласно поправкам к Приложению VI MARPOL 73/78 по вопросу ограничения выбросов продуктов сгорания в атмосферу от 1 января 2020 года) ; температура вспышки (не ниже 60°С); пожаробезопасность и т. д.
Топлива судовые ИФО-30, ИФО-180, ИФО-380 являются аналогами судовых остаточных топлив класса Г, выпускаемых по международному стандарту ISO 8217:
- ИФО-30 — аналог ISO-F-RMC 10
- ИФО-180 — аналог ISO-F-RMF 25
- ИФО-380 — аналог ISO-F-RMA 35